# STARS & stories
STARS & stories (Eigenschreibweise!) war ein Promi-Magazin des privaten Fernsehsenders Sat.1. Es wurde von N24 Media, einer Tochterfirma von N24 produziert.

## Inhalt
Im Sat.1 Glamour-Magazin STARS & stories entführt die Moderatorin Verena Wriedt ihre Zuschauer wöchentlich montags zwischen 22:10 Uhr und 22:30 Uhr nach Der letzte Bulle und Danni Lowinski oder dem Sat.1 FilmFilm in die Welt der Reichen und Schönen. Im Mittelpunkt des neuen Promi-Magazins stehen die sogenannten VIPs selbst, egal ob auf dem roten Teppich oder fernab vom Blitzlichtgewitter.

## Produktion
Die ersten Sendungen des Formates wurden von der Produktionsfirma South & Browse produziert. Seit Ende März 2010 wird das Format von Focus TV produziert. Am 10. Januar 2011 findet ein erneuter Produktionsfirmawechsel statt, seitdem wird das Promimagazin von N24 Media, einer Tochterfirma von N24 hergestellt. Andrej Grabowski ist Redaktionsleiter.

## Ausstrahlung
Nach dem Produzentenwechsel des Formats von South & Browse auf Focus TV wurde der Sendeplatz von STARS & stories von Sonntag 22:15 Uhr nach den US-Serien ab 22. März 2010 auf montags 22:20 Uhr nach den deutschen Serien bzw. internationalen Filmen verschoben. Wegen der niedrigen Quoten verschob wieder Sat.1 den Sendeplatz. Ab dem 5. März 2011 strahlte Sat.1 STARS & stories immer samstags um 17:30 Uhr aus. Nicht alle Zuschauer konnten "Stars & Stories" sehen: In den bayerischen Kabelnetzen gab es samstags auch weiterhin das Programm von Sat.1 Bayern zu sehen. Sat.1 nimmt die Sendung, obwohl sie nur drei Wochen samstags lief aus dem Programm. Es ist unklar ob und wann STARS & stories weitergesendet wird.

### Die Welt der Superreichen
Aufgrund einer Ausstrahlungspause am Montagabend, wegen des Mehrteilers Die Säulen der Erde und der darauffolgenden Dokumentation gibt es die Sendung STARS & stories Spezial: Das Leben der Superreichen. Sie orientiert sich am RTL-Format Exclusiv Spezial: Das Leben der Superreichen und wurde ab Ende November bis Ende 2010 sonntags um 19.00 ausgestrahlt.
Die erste Ausgabe vom 29. November erreichte 2,25 Mio. Zuschauer beim Gesamtpublikum und in der Zielgruppe der 14- bis 49-Jährigen 1,24 Mio. Zuschauer, was 10,5 % Marktanteil entspricht. Somit war die erste Folge der Einschaltquoten nach auf Senderschnitt.
Ab der 2. Ausgabe sanken die Zuschauerzahlen rapide. (Von 2,25 Mio. der 1. Ausgabe zu 1,7 Mio. in der zweiten und letztendlich nur 1,39 Mio.). Da die relevanten Quoten der 2. und 3. Folge jeweils nur auf 6,6 % lagen, war das Format nicht erfolgreich für Sat.1.
Seit dem 3. Januar werden wieder normale Folgen ausgestrahlt.

## Quoten
Vor dem Sendeplatzwechsel erreichte man bei der Zielgruppe der 14- bis 49-Jährigen 8,1 % Marktanteil, was unter dem Sat.1-Schnitt liegt. Nach dem Sendeplatzwechsel gab es auch nicht viel mehr als 7–8 % Marktanteil zu holen. Seit Juli erreicht Sat.1 mit der Sendung, bis auf einige Ausnahmen zweistellige, zufriedenstellende Marktanteile in der relevanten Zielgruppe.
Die schlechtesten Quoten holte das Magazin am 17. Januar 2011 mit nur 3,9 % in der werberelevanten Zielgruppe. Dies ist ein katastrophaler Wert für Sat.1.